# Michael Pavlovitj
Michael Pavlovitj, född 8 februari 1798 i S:t Petersburg, död 9 september 1849 i Warszawa, var son till Paul I av Ryssland och storfurste av Ryssland.
Mikhailovskijpalatset i Sankt Petersburg byggdes för storfurst Michael mellan 1819 och 1825. Palatset är numera säte för Ryska museet.
Michael Pavlovitj gifte sig motvilligt i S:t Petersburg 1824 med Charlotte av Württemberg (som storfurstinna: Helena Pavlovna) (1807–1873). 

## Barn
- Marie Michailovna (1825–1846)
- Elisabeth Michailovna (1826–1845); gift 1844 med hertig Adolf av Nassau (senare storhertig av Luxemburg ) (1817–1905)
- Katharina Michailovna (1827–1894); gift 1851 med Georg August av Mecklenburg-Strelitz (1824–1876)
- Alexander Michailovitj (1831–1832)
- Anna Michailovna (1834–1836)

## Utmärkelsr
- Riddare med storkors av Vilhelms militärorden,  4 november 1843[6]
- Riddare av Helgeandsorden
- Vita falkens orden
- Hessiska Ludvigsorden
- Württembergska kronorden
- Badiska husorden Fidelitas
- Kungliga Serafimerorden
- Helgeandsorden
- Röda örns orden
- Annunziataorden
- Sankt Stefansorden
- Mikaelsorden
- Sankt Hubertusorden
- Svarta örns orden
- Sankt Vladimirs orden, första klassen
- Riddare av Sankt Alexander Nevskij-orden
- Vita örnens orden
- Riddare av Gyllene skinnets orden
- Riddare av Mikaelsorden
- Nederländska Lejonorden
- Sankt Annas orden, första klass
- Guldsabel "för tapperhet"
- Andreasorden
- Sankt Johannes av Jerusalems orden
- Georgsorden, andra klass
- Gyllene skinnets orden

[Redigera Wikidata]

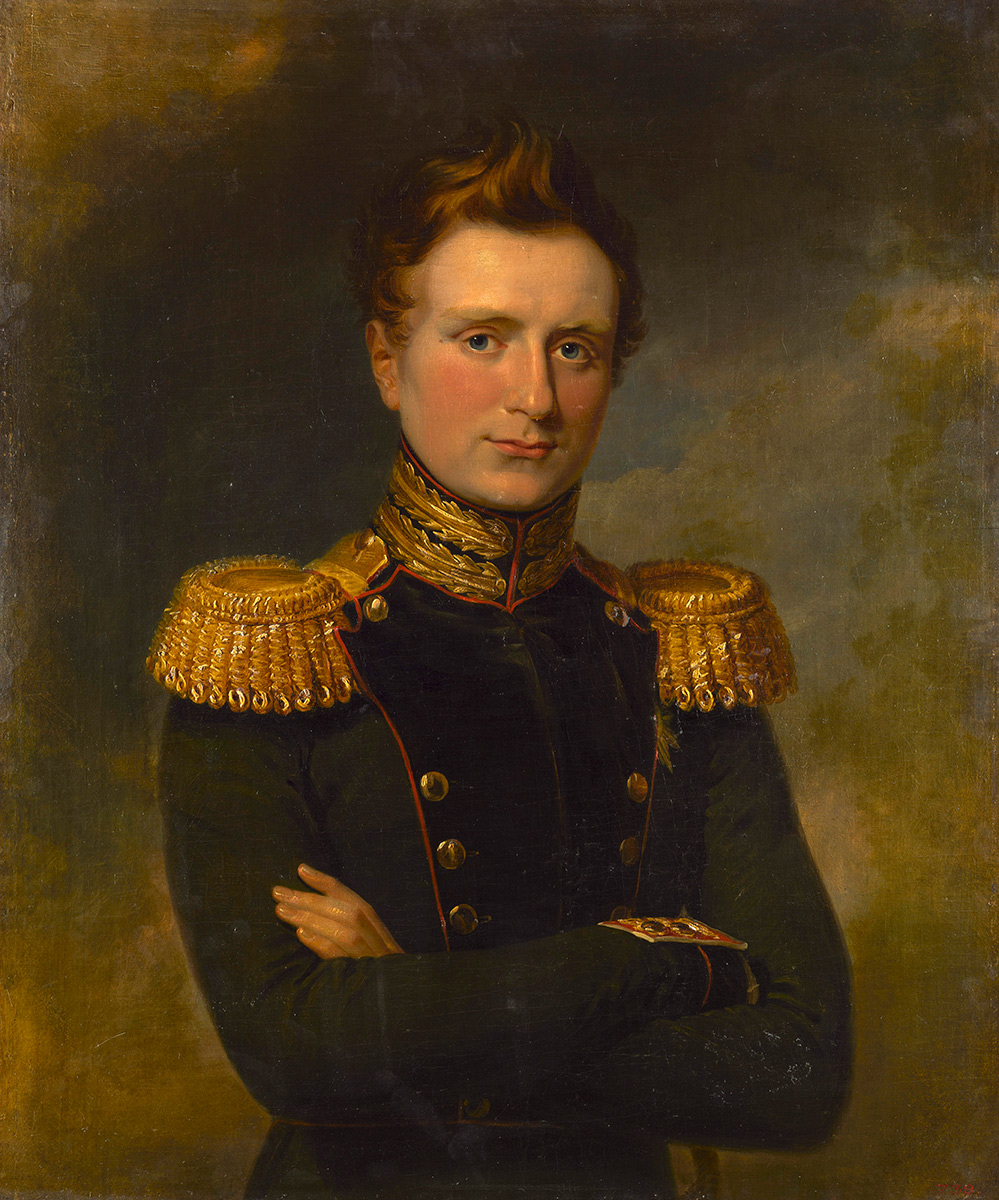
Michael Pavlovitj